# Языки ско
Языки ско или скоу — малочисленная языковая семья, на языках которой говорят приблизительно 7000 человек. Носители языка в основном проживают вдоль побережья провинции Сандаун в Папуа — Новой Гвинее, а также частично в индонезийской провинции Папуа, прежде известной как Ириан-Джая. 
Языки ско относятся к тональным языкам. В языке ванимо, например, выделяется три тона: высокий, средний, низкий.
Всего в этой семье насчитывается 7 языков: скоу, ванимо, вутунг, исака, варапу, пуари и раво.  

## Классификация
Языки ско были впервые объединены в семью Г. Фредеричи в 1912 году. В 1941 году К. Х. Томас расширил семью до её текущего состояния.

### Ско (Лейкок 1975)
Лейкок выделял две ветви:
- ветвь ванимо — ско, сангке (няо), вутунг, ванимо (думо);
- ветвь криса — исака (криса), раво, пуари, барупу (варапу).

### Ско (скоу) (Росс 2005)
Однако идея об отдельной ветви криса была плохо поддержана, и Малколм Росс отменил её, выделяя:
- Ветвь ванимо: скоу (тумаво), леитре, сангке (няо), вутунг, ванимо (думо), дусур.
- Исака (криса);
- Барупу (варапу);
- Пуари;
- Раво;
- Вомо.

### Макро-скоу (Донохью 2002)
Марк Донохью предложил подклассификацию, основанную на языковом союзе, который он назвал макро-скоу. Несмотря на изменение имени, языки в списке те же самые:
- Исака
- Скоу-серра-пиоре
  - Скоу (ванимо) семья
    - Скоу
    - Восточный скоу/ванимо
      - Леитре
      - Западное побережье
        - Граница: няо, вутунг
        - надлежащий ванимо: думо, дусур

  - Река Пиоре: нори (сильно под влиянием вомо), барупу
  - Холмы Серры
    - Пуаре
    - Раво-главная Серра: раво, вомо

## Местоимения
Местоимения прото-ско, восстановленные Росом:
| я | *na | мы | *ne | - | Вы | *me | Вы | ? | - | он | *ka | они (M) | *ke | - | она | *bo | они (F) | *de |

Языки ско также имеют двойственное число, с отличием между инклюзивным, эксклюзивныи и исключающим местоимением «мы». Однако эти формы ешё не были восстановлены для прото-языка.